# Karolis Laukžemis
Karolis Laukžemis (ur. 11 marca 1992 w Połądze) – litewski piłkarz grający na pozycji środkowego napastnika.

## Kariera
Karierę piłkarską rozpoczął w drużynie młodzieżowej Atlantasa Kłapeda. 3 czerwca 2006 zagrał w meczu Estonii U-17 przeciwko Reprezentacji Litwy U-17. 21 października 2010 zadebiutował w Reprezentacji Litwy U-19 w meczu z Izraelem do lat 19. W 2011 roku został zawodnikiem pierwszej drużyny klubu z Kłajpedy. 25 stycznia 2012 zagrał w meczu Reprezentacji Ukrainy U-21 przeciwko Reprezentacji Litwy U-21. 1 lutego 2015 zmienił klub na Klaipėdos Granitas. 5 lipca 2015 przeszedł do Sūduvy Mariampol. Od 20 lipca 2016 do 31 grudnia 2016 przebywał na wypożyczeniu w łotewskiej FK Jelgavie. 24 marca 2018 zadebiutował w seniorskiej Reprezentacji Litwy. 27 lipca 2018 przeszedł do chorwackiej NK Istra, skąd wypożyczony był do MND Tabor Sežana.
24 października 2020 podpisał kontrakt z maltańskim klubem Hibernians FC.

## Sukcesy
- Mistrz Litwy[1]
  - 2017
  - 2018
- Zdobywca Pucharu Łotwy[1]
  - 2016